# Vila Geni

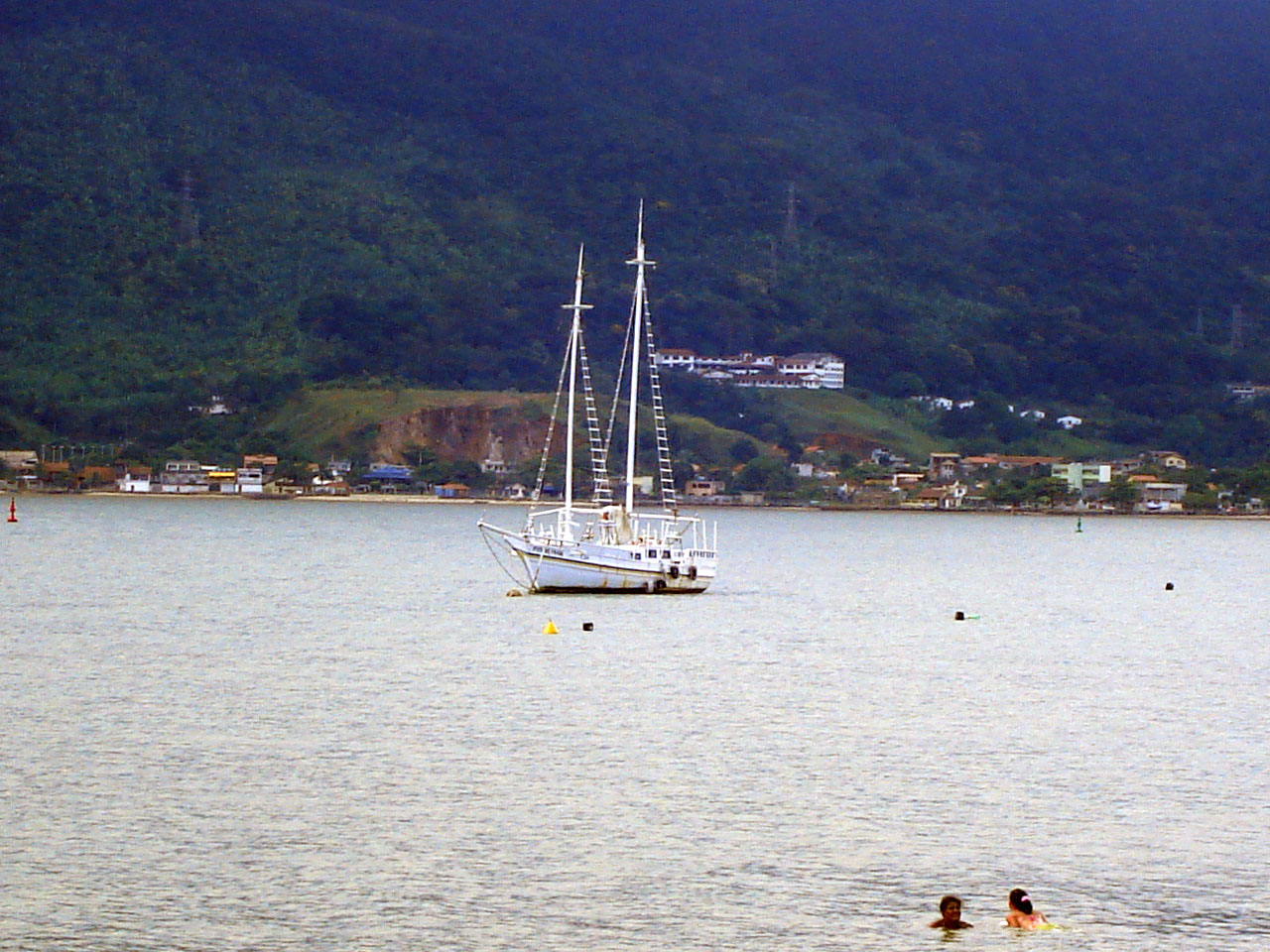
Vista da Baía de Sepetiba com o bairro Vila Geny e a Serra de Coroa Grande ao fundo.

Vila Geni, por vezes também grafado como Vila Geny, é um bairro do município brasileiro de Itaguaí, no litoral do Estado do Rio de Janeiro.
Pelo bairro, passa a Rodovia Rio-Santos. É um lugar conhecido, no município de Itaguaí, pela prática do ciclismo. O bairro também é cortado pelo Ramal de Mangaratiba da antiga Estrada de Ferro Central do Brasil, atualmente voltado para o transporte de minério ao Porto da Ilha Guaíba, na cidade vizinha de Mangaratiba. O ramal ferroviário está desativado para passageiros desde 1982 e atualmente se encontra sob concessão da MRS Logística. 
Neste bairro, está localizada a escola de samba Marreco de Vila Geni.
O bairro Vila Geni, junto com os bairros Itimirim, Coroa Grande, Somel e Ilha da Madeira, forma o litoral de Itaguaí, região do município com grande potencial turístico.